# Takumi Shima
Takumi Shima (Prefettura di Tokushima, 3 ottobre 1967) è un ex calciatore giapponese, di ruolo centrocampista.
Ha giocato una cinquantina di incontri nella massima serie nipponica.